# لوك ماكورميك
لوك ماكورميك (بالإنجليزية: Luke McCormick)‏ هو لاعب كرة قدم بريطاني، ولد في 21 يناير 1999 في بوري سانت ادموندز في المملكة المتحدة. لعب مع شروزبري تاون.